# Demetrio de los Ríos
Demetrio de los Ríos y Serrano (Baena, Córdoba, 27 de junio de 1827 - León, 27 de enero de 1892) fue un arquitecto y arqueólogo español.

## Biografía
Demetrio de los Ríos y Serrano nació el 27 de junio de 1827 en Baena, hijo del escultor José de los Ríos y de María del Carmen Serrano. Creció´en el seno de una familia de clase media muy culta. Su hermano mayor fue José Amador de los Ríos, arqueólogo y literato, padre de Rodrigo Amador de los Ríos, arqueólogo e historiador. Contrajo matrimonio con María Teresa Nostench y Rodríguez de Henestrosa, pintora. Tuvieron dos hijos José y Blanca de los Ríos y Nostench, reputada escritora.
Estudió en la Escuela de Arquitectura de Madrid, donde consiguió el título en 1852. Tras esto, comenzó a trabajar como profesor de Dibujo Topográfico y Arquitectura en la Escuela de Bellas Artes de Sevilla.
Perteneció a prácticamente todas las comisiones relacionadas con la arquitectura de la ciudad, unas veces como vocal y otras como presidente. Como miembro de la Comisión de Monumentos Históricos y Artísticos tuvo un gran papel en evitar que se ejecutaran los decretos para destruir algunas iglesias tras la Revolución de 1868, como la iglesia de Santa Catalina y la iglesia de San Marcos. También se posicionó a favor de la conservación del arco plateresco que hay en la parte sur del consistorio.
En 1860 fue nombrado Director Facultativo de las excavaciones de Itálica, donde durante dos décadas realizó una gran labor apoyada en criterios científicos con la finalidad de obtener datos relevantes del entorno y no con la técnica, hasta entonces habitual, de destruir los restos para desenterrar estatuas u objetos de valor comercial en el mercado de antigüedades. En la realización de sus estudios sobre el anfiteatro de Itálica colaboró con su hermano José Amador de los Ríos.
En 1866 fue nombrado conservador del Museo Arqueológico Provincial. En ese cargo elaboró el primer catálogo de sus fondos y varios trabajos para Real Academia de la Historia. Por sus labores arqueológicas fue nombrado Comendador Ordinario de la Orden de Carlos III y corresponsal del Instituto de Correspondencia Arqueológica (una institución de Roma apadrinada por el monarca de Prusia). En 1868 diseñó la escalera del consistorio.
Josep Oriol Mestres, arquitecto de la catedral de Barcelona entre 1855 y 1895, realizó en 1865 el diseño la puerta norte de la catedral de Sevilla. Esta comunica el interior del templo con el patio de los Naranjos. No obstante, el cabildo convocó un concurso en 1866, donde finalmente se adjudicó esta labor a Demetrio de los Ríos. Para su realización se inspiró en la puerta de los Leones de la catedral de Toledo y en otras puertas de la catedral sevillana. Las obras de dicha puerta se paralizaron un par de años después, tal vez como consecuencia de la Revolución de 1868. La obra quedó paralizada cuando se había realizado la puerta y el arco apuntado sobre la misma. Adolfo Fernández Casanova continuó los trabajos en esa zona en la década de 1880 siguiendo planos realizados en 1865 por Oriol Mestres. Con ellos realizó el rosetón de la parte superior y los adornos neogóticos de los laterales del pórtico. En 1869 Demetrio de los Ríos llevó a cabo una restauración del altar mayor de la catedral.
En 1860 la Academia de Bellas Artes de San Fernando aprobó el diseño de Demetrio de los Ríos para el monumento a Murillo en la plaza del Museo. El monumento consiste en un pedestal de obra sobre el cual hay una estatua de bronce del artista realizada por Sabino Medina. Fue terminado en 1864. En el lugar en que se encuentra había una fuente, que fue trasladada a los jardines de las Delicias.
En 1862 ganó el concurso municipal para la construcción del monumento a San Fernando de la plaza Nueva, que no llegó a realizarse. En su proyecto se contemplaba una gran fuente y una estatua ecuestre del monarca. Este monumento no se construyó hasta 1924, con un diseño diferente, aunque también con una estatua ecuestre, diseñado por Juan Talavera y Heredia y la estatua del monarca fue obra de Joaquín Bilbao. 
En 1868 Demetrio de los Ríos diseñó un monumento al alcalde Juan José García de Vinuesa, que había fallecido en 1865.
Realizó pocos proyectos para particulares. Entre ellos puede citarse la reconstrucción en 1853 de una casa antigua en la calle Segovias, número 3, y una casa en la calle Gerona, número 13, diseñada en 1863. También puede mencionarse su propia casa en la calle Teodosio, número 65, que fue diseñada en 1865.
También realizó otras obras y proyectos en otras provincias cercanas. En 1855 realizó un proyecto de cementerio y capilla para Azuaga. En 1866 realizó el proyecto de un palacio arabesco para San Lúcar de Barrameda. En 1872 realizó un proyecto de restauración de la capilla de Santa María de la catedral de Córdoba. En 1873 realizó un proyecto para una catedral católica neomudéjar en Gibraltar.
Su actividad como arquitecto en Sevilla terminó en 1880 cuando fue nombrado para continuar las obras en la catedral de León. El arquitecto Juan de Madrazo y Kuntz también había estudiado en la Escuela de Arquitectura de Madrid. Madrazo estudió en un momento en que el medievalismo, como parte del movimiento romántico, desplazaba al clasicismo y esto, unido a sus viajes a París y su amistad con Viollet le-Duc, marcaron profundamente la obra de este arquitecto. En 1868 Madrazo se hizo cargo de las obras de la fachada de la catedral de León, que pocos años antes había estado en manos de Matías Laviña. Madrazo dejó de usar la piedra de Boñar empleada por Laviña para emplear piedra caliza blanca de Hontoria. Tras el fallecimiento de Madrazo en 1880 las obras en la fachada de dicha catedral fueron continuadas por Demetrio de los Ríos. Demetrio de los Ríos emplearía piedra arenisca de Buidongo para los contrafuertes y los sólidos muros, que no necesitaban de finos labrados ni de ornato. También empleó mármol de Pola de Gordón en el triforio, el pavimento y las zapatas de cimentación y conducción de las aguas subterráneas. Entre 1884 y 1888 realizó labores arqueológicas en esta catedral.
Falleció el 27 de enero de 1892 en León.

## Publicaciones
Sus principales publicaciones fueron:
- Curso elemental de Topografía y Agrimesura. D.J.M. Geofrin, 1864.[12]
- Memoria arqueológico-descriptiva del anfiteatro de Itálica. Acompañada del plano y restauración del mismo edificio. Real Academia de la Historia, 1862.[13]
- La catedral de León. Administración y Dirección, 1895.[14]